# Ma fille, mes femmes et moi
 (mai 2025).
Si vous disposez d'ouvrages ou d'articles de référence ou si vous connaissez des sites web de qualité traitant du thème abordé ici, merci de compléter l'article en donnant les références utiles à sa vérifiabilité et en les liant à la section « Notes et références ».
Ma fille, mes femmes et moi ou On cherche de papa (Voglia di volare) est un feuilleton télévisé franco-italien en 4 épisodes de 55 minutes, créé par Pier Giuseppe Murgia et Claude Brulé et diffusé en Italie à partir du 2 décembre 1984. Dans les rôles principuax: Gianni Morandi et Claude Jade.

## Synopsis
Le pilote italien Davide reçoit la visite surprise de sa fille Andreina, âgée de 14 ans. Davide et sa femme, la guide touristique allemande Barbara, se sont séparés. Leur fille Andreina s'installe chez papa. Elle doit d'abord se débarrasser de la nouvelle flamme de David, Valérie, un mannequin. Adreina ne peut pas souffrir cette femme au sourire permanent. Andreina se fait une amie en la personne de Nicoletta, la fille de la voisine. Davide cherche Barbara et parvient à la retrouver en tant que guide d'un groupe de touristes. Barbara a une nouvelle aventure, mais son amant Steve Carrington, un général de l'OTAN, bat Davide. Barbara et Davide se rencontrent donc à nouveau. La mère de David ne veut pas de Barbara chez elle. Et le père de David, qui est dément, ne comprend rien à tout cela. Andreina passe quelque temps chez Barbara et Steve. Mais elle provoque l'amant de sa mère : elle place une photo de son père à côté de celle de Barbara et place la photo de Steve à côté de celle de Ronald Reagan. De plus, elle colle des symboles de désarmement sur ses drapeaux américains. À son retour, Andreina répand la rumeur que ses parents se remettent ensemble. Valérie quitte alors Davide. Davide et Barbara se rencontrent pour le divorce. Entre-temps, Andreina tombe amoureuse, d'abord de son beau professeur d'italien, puis du jeune Stefano. Mais elle abandonne Stefano pour le chanteur de rock Jerry. Lorsque Jerry a une nouvelle petite amie, Andreina fait une tentative de suicide. Davide, qui avait eu un bref rendez-vous avec Christina, une auto-stoppeuse, arrive à temps et il fait également venir Barbara chez lui. Andreina a un bref flirt avec Dirk, un Anglais blond. Puis le père de Davide meurt. Barbara vient à l'enterrement. Elle a quitté Steve parce qu'il la battait. Davide aime toujours Barbara. Davide et Barbara couchent ensemble. Ils veulent réessayer, mais lentement. Andreina part en excursion avec son amie Nicoletta, Stefano et d'autres jeunes. Davide se sent seul. Il monte dans un avion où, dans une séquence de rêve éveillé, son père mort lui parle et l'encourage.

## Distribution
- Gianni Morandi: Davide Gabrielli
- Claude Jade: Barbara Gabrielli
- Linda Celani: Andreina Gabrielli
- Daniela Poggi: Valerie
- Jacques Dufilho: le père de Davide
- Anna Campori: la mère de Davide
- John Armstead: Steve Carrington
- Isabelle Spade: Cristina
- Stefano Raffi: Stefano
- Paloma Barcella: Nicoletta
- Christian Borromeo: Dirk
- Stefano Savi Scarponi: Jerry
- Roby Ceccacci: L'avocat
- Antonio Domenci: le prof
- Dario Casalini: un frère de Stefano
- Mirko Morelli: Carletto